# Keith Ashfield
Keith Ashfield PC (* 28. März 1952 in Fredericton, New Brunswick; † 22. April 2018) war ein kanadischer Politiker der Konservativen Partei Kanadas. Er war zwischen 2010 und 2011 Minister für nationale Einkünfte und zeitgleich Minister für die Chancen von Atlantik-Canada sowie anschließend zwischen 2011 und 2013 Minister für Fischerei und Ozeane im 28. kanadischen Kabinett von Premierminister Stephen Harper.

## Leben

### Unternehmer, Abgeordneter und Minister in New Brunswick
Ashfield begann nach dem Schulbesuch ein Studium der Betriebswirtschaftslehre an der University of New Brunswick in Fredericton, das er jedoch nach zwei Jahren abbrach, um in Unternehmen seiner Geburtsstadt zu arbeiten. Nachdem er einige Zeit als Manager tätig gewesen war, machte er sich als Unternehmer selbständig.
Mitte der 1980er Jahre begann Ashfield sein politisches Engagement in der Kommunalpolitik und wurde 1986 Trustee des Schulrates von Fredericton.
Am 6. Juli 1999 wurde er für die Konservative Partei zum Mitglied der Legislativversammlung von New Brunswick gewählt und vertrat in diesem zunächst bis zum 17. September 2006 zunächst den Wahlkreis New Maryland sowie danach bis zum 8. September 2008 den Wahlkreis New Maryland-Sundbury West. Unmittelbar nach seiner Wahl wurde er am 6. Juli 1999 stellvertretender Sprecher der Legislativversammlung und bekleidete dieses Amt bis zum 8. Juni 2003.
Im Anschluss wurde Ashfield am 27. Juni 2003 von Premierminister Bernard Lord in die Regierung der Provinz New Brunswick berufen, in der er bis zum 17. September 2006 das Amt des Ministers für natürliche Ressourcen innehatte.

### Unterhausabgeordneter und Bundesminister
Bei der Wahl vom 14. Oktober 2008 wurde Ashfield für die Konservative Partei erstmals zum Mitglied des Unterhauses gewählt und vertrat dort nach seiner Wiederwahl bei der Wahl vom 2. Mai 2011 den Wahlkreis Fredericton.
Sein erstes Regierungsamt in der Bundespolitik übernahm Ashfield am 30. Oktober 2008 als Staatsminister in der Agentur für die Chancen von Atlantik-Canada und übte dieses bis zum 18. Januar 2010 aus.
Im Anschluss wurde er von Premierminister Stephen Harper in das 28. Kabinett Kanadas berufen, in dem er bis zum 17. Mai 2011 Minister für nationale Einkünfte sowie zeitgleich Minister für die Chancen von Atlantik-Canada war. Im Rahmen einer Kabinettsumbildung übernahm er am 18. Mai 2011 das Amt des Ministers für Fischerei und Ozeane und übte dieses bis zum 14. Juli 2013 aus. Zugleich fungierte er zwischen dem 19. Januar 2010 und dem 14. Juli 2013 als Minister für den Atlantik-Durchgang sowie als Minister für New Brunswick. Gleichzeitig war er vom 15. Oktober 2010 bis zum 3. Januar 2011 auch Vize-Vorsitzender des Kabinettsausschusses für Umwelt und Energiesicherheit.